# Q*Bert
Q*Bert és un videojoc d'habilitat llançat en 1982 per a ordinadors MSX. L'èxit del joc va fer que s'adaptés a altres plataformes, com la Game Boy o la Play Station. Cada nivell està format per una piràmide isomètrica de cubs d'un color determinat. El protagonista, un extraterrestre, ha de saltar a cada cub per canviar el color. La dificultat és triple: d'una banda el circuit conté forats que poden fer saltar l'heroi al buit, d'una altra ha d'esquivar enemics i per acabar aquests enemics canvien el color quan toquen un cub, per la qual cosa sovint cal trepitjar diverses vegades una mateixa casella i pensar bé els moviments per no desfer salts.